# Townsend (Massachusetts)
Townsend ist eine Kleinstadt im Middlesex County des Bundesstaats Massachusetts in den Vereinigten Staaten. Das U.S. Census Bureau hat bei der Volkszählung 2020 eine Einwohnerzahl von 9.127 ermittelt. Die Siedlung ist Teil der Metropolregion Greater Boston.

## Geografie
Townsend hat die größte Landfläche von allen Städten in Middlesex County. Townsend grenzt an Mason, New Hampshire und Brookline, New Hampshire im Norden, Pepperell im Osten, Groton und Shirley im Südosten, Lunenburg im Süden und Ashby im Westen.
Die Massachusetts Route Route 119 verläuft in Ost-West-Richtung durch Townsend, die Massachusetts Route 13 in Nord-Süd-Richtung.

## Geschichte
Townsend wurde 1676 erstmals von Europäern besiedelt und 1732 offiziell eingemeindet. Die Stadt wurde nach Charles Townshend benannt, einem englischen Staatssekretär und Gegner der Tories. Die Stadt verwendete zunächst die gleiche Schreibweise wie ihr Namensgeber, das „h“ wurde jedoch um 1780 fallen gelassen.

## Demografie
Die Bevölkerung verteilte sich im Jahr 2019 auf 97,0 % Weiße, 0,9 % Afroamerikaner, 1,3 % Asiaten und 0,3 % mit zwei oder mehr Ethnizitäten. Hispanics oder Latinos aller Ethnien machten 3,2 % der Bevölkerung aus. Das mittlere Haushaltseinkommen lag bei 91.211 US-Dollar und die Armutsquote bei 3,8 %.

## Söhne und Töchter der Stadt
- Rolland H. Spaulding (1873–1942), Politiker und Gouverneur von New Hampshire